# Konrádovce
Konrádovce este o comună slovacă, aflată în districtul Rimavská Sobota din regiunea Banská Bystrica. Localitatea se află la altitudinea de 231 m deasupra n.m., se întinde pe o suprafață de 7,93 km2 și în 2017 număra 331 de locuitori.

## Istoric
Localitatea Konrádovce este atestată documentar din 1341.

## Demografie
| An:                | 1994 | 2004    | 2014    | 2024   |
| ------------------ | ---- | ------- | ------- | ------ |
| Număr de persoane: | 394  | 301     | 339     | 338    |
| Diferență:         |      | −23,60% | +12,62% | −0,29% |

| An:                | 2023 | 2024   |
| ------------------ | ---- | ------ |
| Număr de persoane: | 328  | 338    |
| Diferență:         |      | +3,04% |